# Copelatus jamaicensis
Copelatus jamaicensis es una especie de escarabajo buceador del género Copelatus, de la subfamilia Copelatinae, en la familia Dytiscidae. Fue descrito por Young en 1942.